# Paratettix brevipennis
Paratettix brevipennis är en insektsart som först beskrevs av Hancock, J.L. 1902.  Paratettix brevipennis ingår i släktet Paratettix och familjen torngräshoppor. Inga underarter finns listade i Catalogue of Life.